# 反恐精英：全球攻势
《反恐精英：全球攻勢》是一款由Valve與密道娱乐合作開發的第一人稱射擊遊戲。遊戲可在Windows、macOS、PlayStation 3（透过PlayStation Network）以及Xbox 360（透过Xbox Live Arcade）等平台運行。
遊戲包含經典特色的內容，例如前作的经典地圖以及经典玩法，在此基础上加入全新的地圖、人物和遊戲模式，有玩家配對系統和得分統計系統。
維爾福曾經計劃支援Windows、macOS以及PlayStation 3玩家之間的跨平台對戰，但由於侷限於鍵鼠以及手柄的操作空間，最後僅做到Windows和macOS玩家之間的跨平台對戰。PlayStation 3版本提供三種控制方式：使用DualShock 3、PlayStation Move或是USB鍵盤搭配滑鼠。
遊戲将前作中所有武器名称全面更改為其在現實世界中名稱，也修正了前作中部分武器模型的顯示錯誤，例如在前作中AWP狙擊槍位於左側的槍栓柄在本作中修正為右側。
续集《反恐精英2》于2023年9月28日上线。游戏包括了火器模型的重组、地图的更新以及许多新的地图合集。在《反恐精英2》中，也进行了全面的投掷物更新，包括全新的烟雾弹和燃烧弹效果。
CS:GO的支持于2024年1月1日正式结束。 
官方的CS:GO服务器已经关闭。后来，在玩家社区的影响下，Valve重啟了CS:GO的服务器支援，讓玩家們可以在非官方的服務器上遊玩更旧版本的CS:GO。这个版本仍然可以在Steam上获取。它删除了一些功能，包括游戏模式War Games和Danger Zone，许多地图以及所有167个游戏内成就。

## 游戏特色

在遊戲中的死亡視角截圖，恐怖分子角色正持AK-47步槍行進

《反恐精英：全球攻勢》遊戲玩法與前作相似。玩家可選擇反恐小組或恐怖分子兩種陣營，目標是消滅所有敵人，或者在限時之內完成該地圖的任務。在經典模式之中，有炸彈爆破與人質解救兩種地圖類型可供選擇。遊戲的每一回合均有規定的遊戲時限。

在爆破任務中：
需要阻止恐怖分子在限定的時間内安放炸彈，或在炸彈被安放后的40秒内將炸彈拆除以避免其爆炸；
恐怖分子需要安放炸彈並阻止反恐小組將其拆除。
在人質任務中：
需要前往兩個人質之一的所在位置背起人質，並將其運送到指定的救援區域。救出1個人質即可；
恐怖分子需要看守人質直至限定時間結束，或在人質已被反恐小組背起時進行攔截，阻止人質被運抵救援區域。
若玩家在該遊戲模式中死亡，必須等待該回合結束後才能復活。新回合開始時，玩家可重新購買武器裝備，也可使用上一回合已持有的裝備繼續。玩家在擊殺敵人時可以獲得與擊殺武器相關的金錢獎勵，反之，誤殺隊友或擊中人質則會扣減相應金錢作爲懲罰。當回合結束時，雙方陣營會根據這一回合如何勝利與失敗發放下一回合的基礎金錢，連續失敗多個回合還會獲得連敗補償。獲得更多金錢獎勵的陣營其優勢也將比敵方陣營更大，勝率也將提高。
遊戲新增了一些前作所沒有的武器、道具或其他裝備，如加入了投擲類道具燃燒彈和誘餌彈（反恐小組可購買燃燒彈；恐怖分子可購買燃燒瓶/莫洛托夫汽油彈）。燃燒彈著地後會在附近範圍擴散，在燃燒範圍內的玩家會持續受到傷害，但離開範圍後傷害便會停止，並不像其他遊戲中傳統的燃燒效果。誘餌彈（decoy grenade）會在拋出後發出玩家所持有武器的槍聲以吸引敵人注意，並在有效時間內使敵方的雷達在誘餌彈所在位置顯示一個紅點（紅點是敵人的標記），可以誤導敵人。在有效時間耗盡後誘餌彈會輕微爆炸（无殺傷力）。

### 引擎
《反恐精英：全球攻勢》採用Source引擎全球攻势分支，是目前Source最新的分支。此版本新增FXAA抗锯齿，实时动态阴影，以及其他使畫面真實度提升的功能。但相比同期不少同類遊戲仍有較大差距，所以對PC平台的硬件配置要求並不高。

### 多樣化的外觀
- 《全球攻勢》中推出了多種武器外觀（玩家們稱之為“武器皮膚”）；遊戲还推出了各種近距離武器，如：M9刺刀、刺刀、爪刀、折疊式軍刀、蝴蝶刀、彎刃匕首、穿腸刀、布伊刀、暗影匕首、短劍、熊刀、折刀、鋸齒爪刀、獵刀、經典軍刀、生存小刀、諾曼刀(亦游牧刀)、傘繩刀、骨刀，這些近戰武器也都有各種皮膚；游戏也推出了各种手套皮肤。皮肤需要以開箱、对局结束掉落、使用汰换合同或玩家间交易等途徑獲得。皮膚共分為五種磨損效果：戰痕纍纍、重度磨損、戰場實測、輕微磨損、全新出廠（磨損值由左至右遞減），磨損值不會隨著玩家的使用而增加。遊戲中還有貼紙，玩家可以将其貼在武器皮膚上。
- 游戏推出了音乐盒，当玩家装备一个音乐盒时，部分场景（如大厅界面，回合结束倒计时）的声效会发生变化，当玩家取得回合MVP（最有价值玩家）时，一段特殊的音乐会在所有玩家的游戏中播放。
- 游戏推出了角色皮肤，用于更改玩家角色在游戏中的外观，与手套皮肤不同的是，角色皮肤没有磨损值。在获得恐怖分子或反恐菁英的皮肤后，在任何模式下均可以使用，不受地图限制。
- 部分武器皮肤/音乐盒具有搭载StatTrak™技术的变种，此类变种物品往往更加稀有，也因此通常更为昂贵。搭载此技术的武器皮肤能统计玩家使用此皮肤击杀敌人的次数，并实时显示在枪械的显示屏上；搭载此技术的音乐盒能统计玩家取得官方竞技模式回合MVP的次数，并在播放MVP音乐时向对局中所有玩家展示。玩家可以使用数据交换套件将统计数据转移至其它同类型的物品上。当玩家交易物品时，StatTrak™的统计将被清空。
- 皮膚的外觀分七種等級：消費級、工業級、軍規級、管制、機密、隱秘和違禁品（級別由左至右遞增）。在所有等級中，違禁品和隱秘是最稀有的。
- 所有的外觀都不影響武器/角色的能力屬性。
- 皮膚會隨遊戲的更新增加。

## 開發歷史
起初，《反恐精英：全球攻勢》只是《反恐精英：起源》的Xbox Live Arcade移植版，由密道娱乐負責開發 。在開發過程中，維爾福抓住機會將這個移植版變成了一個完整的遊戲。
《絕對武力：全球攻勢》於2010年3月開始開發 ，2011年8月21日發布，成为《反恐精英：起源》之後《反恐精英》系列遊戲的第四部作品（Linux版的遊戲在2014年9月發行），2011年11月30日進行了內測。最初維爾福限制邀請一萬個玩家。遊戲本體在經過多輪更新後，逐漸開放給多玩家進行內測。（截止2012年7月4日，已發放了約十萬個測試密鑰）在公測之前，維爾福邀請了一些《反恐精英》和《反恐精英：起源》的職業玩家來測試該遊戲，並給予反饋。2012年3月4日，《全球攻勢》的Beta版本開始在Steam上通過官方的硬件調查進行邀請測試。
在2012年的E3遊戲展上，維爾福宣布，即將在Windows、Mac OS X、PlayStation 3、Xbox 360等平台上以14.99美元發行《絕對武力：全球攻勢》，於2012年8月21日開始正式公測。
2018年12月6日，《全球攻勢》推出“頭號特訓”模式，同時官方宣布其成為免費遊戲。
2020年4月22日，《反恐精英：全球攻势》及《絕地要塞2》的源码遭泄露。据維爾福官方称，源码原于2017年末向合作伙伴释出，并于2018年就已泄露。
2023年9月27日，Valve宣布《反恐精英2》正式上线，采用了更新的起源2引擎，同时下架了《反恐精英：全球攻势》全部页面和服务器。

## 游戏玩法

### 游戏地图
- 炸弹拆除地图组（Defusal Sigma/Delta）：恐怖分子隊伍作為進攻方，反恐小組隊伍為防守方。恐怖分子的任務是到達地圖上的指定炸彈區安裝C4，並阻止反恐小組將其拆除，反恐小組則阻止恐怖分子安放炸彈。反恐小組的重生地點與炸彈區相距很近，恐怖分子的重生地點距離炸彈安放點則相對較遠。故此，在每局開始的時候，反恐小組能夠比恐怖分子更早到達炸彈區，並作出防守準備。若時限之內恐怖分子未能成功安裝C4，或在回合結束前已安放的炸彈被反恐小組拆除，則恐怖分子輸。如果任意一方在时间限时内消灭了全部对手，则会被定会为赢得该回合。
- 人质解救地图组（Hostage）：反恐小組隊伍為進攻方，恐怖分子隊伍為防守方。恐怖分子的任務是防止反恐小組將人質解救，反恐小組的任務則是解救人質到指定區域（區域為反恐小組的重生點或購買區範圍內），或殲滅敵方隊員。恐怖分子的重生點距離人質所在處要相對反恐小組更近以便快速布置防守。在規定時限內，反恐小組未能解救出人質或在時限內隊員被敵方殲滅，則其任務失敗；恐怖分子防守的人質若被反恐小組成功解救或在時限內隊員被敵方殲滅，也任務失敗。

### 遊戲模式
- 竞技模式

《反恐精英：全球攻勢》的遊戲核心與精髓為競技模式，模式採用官方的匹配機制（Official Match Making）進行玩家匹配。與前作不同的是，在競技模式中，玩家所扮演的角色為系統隨機抽選，而不能像前作那樣能夠自由選擇角色模組，每個地圖亦有不同的角色模組。規則基本上與CS1.6後期所確定的競技模式相同。
遊戲雙方各有五名玩家，每個隊員的起始金額為800美元，最大金額上限為16,000美元。賽制為30回合16勝制（Best of 30）。在第16回合，雙方會互換隊伍，每人的金額重置為800美元，裝備也將重置。
此模式中包含有三大類地圖組，其中“現役地圖組”包含：荒漠迷城、炼狱小镇、死亡游乐园、殒命大厦、核子危机、远古遗迹和阿努比斯七個地圖；“候補地圖組”包含：炙熱沙城 2、死城之谜、列车停放站、办公大楼和办公室；游戏分为优先匹配和无级匹配；在非优先匹配中，玩家段位也不会受到比賽結果的影響，竞技比賽的胜场也不会因为在此組地圖組中的胜利而增加。
竞技模式的匹配中，游戏系统会自动把玩家划分为多个水平组（页面存档备份，存于）（Skill Groups），游戏内水平组军衔会显示为“竞技模式段位”，水平组军衔由低级到高级排列分别是：白银一级(Silver I)、白银二级(Silver II)、白银三级(Silver III)、白银四级(Silver IV)、白银精英(Silver Elite)、大师级白银精英(Silver Elite Master)、黄金新星一级(Gold Nova I)、黄金新星二级(Gold Nova II)、黄金新星三级(Gold Nova III)、大师级黄金新星(Gold Nova Master)、大师级守卫一级(Master Guardian I)、大师级守卫二级(Master Guardian II)、大师级守卫精英(Master Guardian Elite)、杰出大师级守卫(Distinguished Master Guardian)、传奇之鹰(Legendary Eagle)、大师级传奇之鹰(Legendary Eagle Master)、无上之首席大师(Supreme Master First Class)、全球精英(The Global Elite)。
每个玩家都有自己的“水平组军衔”，在进行首场竞技模式比赛之前其水平组军衔都是处于尚未定级的状态，当玩家累计赢得10场竞技模式比赛胜利时，游戏系统会自动根据这10场游戏的竞技数据判定其竞技水平，并随之給予玩家一个对应的水平组军衔，這一過程的比賽玩家們稱之為“定級賽”，被定級後，玩家只能通过竞技模式来获得更高水平组军衔；若玩家连续多次在竞技模式比赛中失利，则水平组军衔将可能随之降级。
水平组军衔代表着玩家的竞技水平和实力，游戏为了最大程度地保证竞技比賽的公平性，玩家在競技模式中進行单人匹配時，通常只能匹配到拥有与自己相同或相近的“水平组军衔”的玩家。
- 搭档模式

此模式中双方阵营最多各有两名玩家，此模式也具有段位机制，但与竞技模式段位相独立。赛制为16局9胜制。其余机制与竞技模式相同。
- 休闲模式

在竞技模式的基础上对规则及数值进行了改动。全场最多进行15局，每局游戏时间由1分45秒延长至2分15 秒；每边游戏人数由最多5人提高至最多10人；人物开局时默认配备头盔和防弹衣，反恐小組則默認擁有拆除工具（在人質解救圖中人質解救包需自行購買，金額為400美元），并且开局时拥有1000美元金钱；每局只能购买最多三枚投掷物，并只能购买一枚闪光弹，所有击杀奖励相较于竞技模式减半；回合胜利和失败奖励分別固定为2700美元和2400美元，并保留时间耗尽时的无奖励惩罚；人物模型在行走时可以穿透队友身体，但保留垂直方向上的模型碰撞；关闭友军伤害（留燃烧弹或燃烧瓶的伤害除外）；比赛过程中可以自由进出服务器和更换阵营，中途退出不会受到冷却惩罚。如果在回合中被击杀，则只能等到下一回合开始后才能复活。
该模式每场只有一回合，回合持续时间为10分钟。所有玩家在地图上随机地点出生，并持有随机武器，可在出生10秒内购买新的主副武器，不可購買投擲物，默认拥有头盔和防弹衣。玩家击杀敌方玩家或参与助攻将获得相应积分，其使用刀擊殺可獲得的20分。被击杀后将在地图随机地点重生。时间结束后，全场玩家中积分最高的玩家所属的阵营即获胜。
- 戰爭遊戲
- 军备竞赛

军备竞赛模式节奏较快，并采用较小的地图。双方阵营最多6名玩家持相同武器出生，通过击杀敌对阵营玩家来更换武器，所有人的武器更换顺序是相同的。最后一个获得的武器为“黄金匕首”，最先以“黄金匕首”击杀的玩家所属阵营获胜，同时游戏结束。
- 爆破

- 跳狙飞人

人数与军备竞赛相同，所有玩家持SSG-08狙击枪与近距离武器出生且无法购买其他武器，玩家所受重力被大幅削弱，因此可以跳跃至更高的高度，狙击枪在移动射击时的精度也大幅提高。赛制为15局8胜制。
這一模式的玩法與大逃杀類型游戏的玩法類似。

### 角色設定
遊戲中一共可以分成兩個陣營“反恐小組”(英語縮寫為CT，中國玩家習慣稱之為“警”)和“恐怖分子”(英語首字母為T，中國玩家習慣稱之為“匪”)。

#### 恐怖分子(T)
反恐小組的敵方陣營。除去軍備競賽、人质解救以及死亡競賽以外的所有模式中，T都有安放炸彈的任務，遊戲中T的角色名稱和模型外觀多為虛構，有個別則參考了真實存在的組織，包括：
- 東歐鳳凰武裝組織(Phoenix Connexion)（配音：費多朱克·史坦尼斯拉夫）
- 中東武裝菁英(Elite Crew)（配音：阿蘭·奧瓦德）
- 分離主義者(Separatist)（配音：佛蘭·吉門尼斯）
- 海盜(Pirate)（配音：登普西·帕皮翁）
- 巴爾幹武裝份子(Balkan)（配音：艾瑞克·普拉多諾夫）
- 無政府主義者(Anarchist)（配音：史考特·懷特）
- 專業人士(Professional)（配音：加菲爾德·梅特蘭）

#### 反恐小組(CT)
反恐小組是遊戲中的陣營之一，為恐怖份子的敵方陣營。在經典模式及軍備模式中，反恐小組有一定的任務需要完成，遊戲中登場的反恐陣營皆來自世界各國真實存在的部隊，包括：
- 美國海軍特種作戰開發組(SEAL Team 6)（配音：喬恩·庫里）
- 德國聯邦警察第九國境守備隊(GSG-9)（配音：湯瑪士·巴魯·馬丁）
- 英國陸軍特種空勤團(SAS)（配音：東尼·柯倫）
- 法國國家憲兵特勤隊(GIGN)（配音：皮埃爾·泰西耶）
- 以色列國防軍(IDF)[25]（配音：約拉姆·約瑟夫堡）
- 美國聯邦調查局(FBI)[26]（配音：柯里斯·佛雷斯）
- 美國警察特種武器和戰術部隊(SWAT)（配音：大衛·史庫利）

### 角色任務
- 炸彈拆除模式或爆破模式地圖：T在回合一開始，會隨機由一位玩家攜帶一枚C4炸彈（可透過G按鍵丟在遊戲地圖中或丟給其他恐怖份子，但如果是玩家与电脑玩家进行的人机对战，且玩家所属阵营是恐怖分子的话则默认为玩家开局携带炸弹），在規定時限內，T陣營的玩家需要到達指定的炸彈安放地點安裝炸彈並確保炸彈不被CT拆除，使其最終成功爆炸即可獲勝。CT則要在規定時限內阻止T安放炸彈或在炸彈被安放後成功拆除炸彈即可獲勝。
- 人質地圖：T的任務是看守人質。恐怖分子需要在規定時間內守住人質不讓CT營救人質即可獲勝。而CT則成功營救至少一個人質即可獲勝。
- 消滅所有的敵方玩家：在炸彈未被安放或人質未被救出的前提下，規定時限內率先殲滅對方隊伍的一方就能夠獲得勝利。

### 地图
游戏官方服务器中目前一共上线了32张地图，其中7张地图属于“服役生涯地图组”，用于电子竞技比赛。
| 地图                   | 竞赛地图组 | 地图组      | 竞技模式 | 休闲模式 |          | 战争游戏 | 战争游戏 | 战争游戏 | 搭档模式 |      | 备注 |
| 地图                   | 竞赛地图组 | 地图组      | 竞技模式 | 休闲模式 | 军备竞赛 | 爆破模式 | 輕狙飛人 |          | 搭档模式 |      | 备注 |
| ---------------------- | ---------- | ----------- | -------- | -------- | -------- | -------- | -------- | -------- | -------- | ---- | ---- |
| 荒漠迷城 (Mirage)      | 服役生涯   | 炸弹拆除 II | 启用     | 启用     | 启用     | 禁用     | 禁用     | 禁用     | 禁用     | 禁用 |      |
| 炼狱小镇 (Inferno)     | 服役生涯   | 炸弹拆除 II | 启用     | 启用     | 启用     | 禁用     | 禁用     | 禁用     | 启用     | 禁用 |      |
| 死亡游乐园 (Overpass)  | 服役生涯   | 炸弹拆除 II | 启用     | 启用     | 启用     | 禁用     | 禁用     | 禁用     | 启用     | 禁用 |      |
| 死城之谜 (Cache)       | 后备生涯   | 炸弹拆除 II | 启用     | 启用     | 启用     | 禁用     | 禁用     | 禁用     | 禁用     | 禁用 |      |
| 核子危机 (Nuke)        | 服役生涯   | 炸弹拆除 II | 启用     | 启用     | 启用     | 禁用     | 禁用     | 禁用     | 启用     | 禁用 |      |
| 列车停放站 (Train)     | 后备生涯   | 炸弹拆除 II | 启用     | 启用     | 启用     | 禁用     | 禁用     | 禁用     | 启用     | 禁用 |      |
| 炙热沙城 II (Dust II)  | 后备生涯   | 炸彈拆除 II | 启用     | 启用     | 启用     | 禁用     | 禁用     | 禁用     | 禁用     | 禁用 |      |
| 科洛林 (Chlorine)      | 后备生涯   | 炸彈拆除 I  | 启用     | 启用     | 启用     | 禁用     | 禁用     | 禁用     | 禁用     | 禁用 |      |
| 阿努比斯 (Anubis)      | 服役生涯   | 炸彈拆除 I  | 启用     | 启用     | 启用     | 禁用     | 禁用     | 禁用     | 禁用     | 禁用 |      |
| 古堡激战 (Cobblestone) | 后备生涯   | 炸弹拆除 I  | 禁用     | 启用     | 启用     | 禁用     | 禁用     | 禁用     | 启用     | 禁用 |      |
| 办公大楼 (Agency)      | 后备生涯   | 人质解救    | 启用     | 启用     | 启用     | 禁用     | 禁用     | 禁用     | 禁用     | 禁用 |      |
| 办公室 (Office)        | 后备生涯   | 人质解救    | 启用     | 启用     | 启用     | 禁用     | 禁用     | 禁用     | 禁用     | 禁用 |      |
| 殒命大厦 (Vertigo)     | 服役生涯   | 炸弹拆除 I  | 启用     | 启用     | 启用     | 禁用     | 禁用     | 禁用     | 启用     | 禁用 |      |
| 修道院 (Abbey)         |            | 炸弹拆除 I  | 禁用     | 禁用     | 禁用     | 禁用     | 禁用     | 禁用     | 禁用     | 禁用 |      |
| 佣兵训练营 (Millitia)  |            | 人质解救    | 禁用     | 启用     | 启用     | 禁用     | 禁用     | 禁用     | 禁用     | 禁用 |      |
| 意大利小镇 (Italy)     |            | 人质解救    | 禁用     | 启用     | 启用     | 禁用     | 禁用     | 禁用     | 禁用     | 禁用 |      |
| 仓库突击 (Assault)     |            | 人质解救    | 禁用     | 启用     | 启用     | 禁用     | 禁用     | 禁用     | 禁用     | 禁用 |      |
| 运河水城 (Canals)      |            | 炸弹拆除 I  | 禁用     | 启用     | 启用     | 禁用     | 禁用     | 禁用     | 禁用     | 禁用 |      |
| 湖畔激战 (Lake)        |            |             | 禁用     | 禁用     | 禁用     | 启用     | 启用     | 启用     | 启用     | 禁用 |      |
| 圣马克镇 (St. Marc)    |            |             | 禁用     | 禁用     | 禁用     | 启用     | 启用     | 禁用     | 禁用     | 禁用 |      |
| 安全处所 (Safehouse)   |            |             | 禁用     | 禁用     | 禁用     | 启用     | 启用     | 启用     | 禁用     | 禁用 |      |
| 山林小寨 (Shoots)      |            |             | 禁用     | 禁用     | 禁用     | 启用     | 禁用     | 启用     | 禁用     | 禁用 |      |
| 行李仓库 (Baggage)     |            |             | 禁用     | 禁用     | 禁用     | 启用     | 禁用     | 禁用     | 禁用     | 禁用 |      |
| 寒霜寺院 (Monastery)   |            |             | 禁用     | 禁用     | 禁用     | 启用     | 禁用     | 禁用     | 禁用     | 禁用 |      |
| 蔗糖工厂 (Sugarcane)   |            |             | 禁用     | 禁用     | 禁用     | 禁用     | 启用     | 禁用     | 禁用     | 禁用 |      |
| 金库危机 (Bank)        |            |             | 禁用     | 禁用     | 禁用     | 禁用     | 启用     | 禁用     | 禁用     | 禁用 |      |
| 沙城冲突 (Shortdust)   |            |             | 禁用     | 禁用     | 禁用     | 禁用     | 启用     | 禁用     | 启用     | 禁用 |      |
| 眩晕大厦 (Dizzy)       |            |             | 禁用     | 禁用     | 禁用     | 禁用     | 禁用     | 启用     | 禁用     | 禁用 |      |
| 失重太空站(Lunacy)     |            |             | 禁用     | 禁用     | 禁用     | 启用     | 禁用     | 启用     | 禁用     | 禁用 |      |
| 里亚尔托 (Rialto)      |            |             | 禁用     | 禁用     | 禁用     | 禁用     | 禁用     | 禁用     | 启用     | 禁用 |      |
| 神秘小镇 (Blacksite)   |            |             | 禁用     | 禁用     | 禁用     | 禁用     | 禁用     | 禁用     | 禁用     | 启用 |      |
| 熱風 (Sirocco)         |            |             | 禁用     | 禁用     | 禁用     | 禁用     | 禁用     | 禁用     | 禁用     | 启用 |      |
| 叢林 (Jungle)          |            |             | 禁用     | 禁用     | 禁用     | 禁用     | 禁用     | 禁用     | 禁用     | 启用 |      |

## 經濟系統
使用不同的武器殺敵會有不同的金額獎勵。
不同物品的價格
| 類別                | 物品             | 價格     |
| ------------------- | ---------------- | -------- |
| 刀具（2023.7.26改） | 庫存小刀         | 免费     |
| 刀具（2023.7.26改） | 黄金小刀         | 免费     |
| 刀具（2023.7.26改） | 幽靈刀           | 无价     |
| 刀具（2023.7.26改） | 刺刀             | $666.94  |
| 刀具（2023.7.26改） | 蝴蝶刀           | $1821.67 |
| 刀具（2023.7.26改） | 彎刃匕首         | $176.28  |
| 刀具（2023.7.26改） | 折疊式軍刀       | $444.84  |
| 刀具（2023.7.26改） | 穿腸刀           | $143.49  |
| 刀具（2023.7.26改） | 獵杀刀           | $251.81  |
| 刀具（2023.7.26改） | 爪刀             | $1107.02 |
| 刀具（2023.7.26改） | M9 刺刀          | $1289.11 |
| 刀具（2023.7.26改） | 暗影匕首         | $155.26  |
| 刀具（2023.7.26改） | 布伊刀           | $167.73  |
| 刀具（2023.7.26改） | 熊刀             | $308.21  |
| 刀具（2023.7.26改） | 折刀             | $111.12  |
| 刀具（2023.7.26改） | 短劍             | $431.32  |
| 刀具（2023.7.26改） | 鋸齒爪刀         | $551.6   |
| 刀具（2023.7.26改） | 經典軍刀         | $367.49  |
| 刀具（2023.7.26改） | 骨刀             | $924.85  |
| 刀具（2023.7.26改） | 傘繩刀           | $240.11  |
| 刀具（2023.7.26改） | 生存小刀         | $245.23  |
| 刀具（2023.7.26改） | 諾曼刀(亦游牧刀) | $493.11  |
| 手槍                | Glock-18         | $200     |
| 手槍                | USP-S            | $200     |
| 手槍                | P2000            | $200     |
| 手槍                | Dual Berettas    | $300     |
| 手槍                | P250             | $300     |
| 手槍                | CZ75-Auto        | $500     |
| 手槍                | Tec-9            | $500     |
| 手槍                | Five-Seven       | $500     |
| 手槍                | Desert Eagle     | $700     |
| 手槍                | R8 Revolver      | $600     |
| 重型武器            | Nova             | $1050    |
| 重型武器            | XM1014           | $2000    |
| 重型武器            | MAG-7            | $1300    |
| 重型武器            | Sawed-Off        | $1100    |
| 重型武器            | M249             | $5200    |
| 重型武器            | Negev            | $1700    |
| 重型武器            | 重型突擊套裝     | $6000    |
| 重型武器            | 防暴盾牌         | $1100    |
| 衝鋒槍              | MP9              | $1250    |
| 衝鋒槍              | MAC-10           | $1050    |
| 衝鋒槍              | MP7              | $1500    |
| 衝鋒槍              | MP5-SD           | $1500    |
| 衝鋒槍              | UMP-45           | $1200    |
| 衝鋒槍              | P90              | $2350    |
| 衝鋒槍              | PP-Bizon         | $1400    |
| 步槍                | Famas            | $2050    |
| 步槍                | Galil-AR         | $1800    |
| 步槍                | M4A1-S           | $2900    |
| 步槍                | M4A4             | $3100    |
| 步槍                | AK-47            | $2700    |
| 步槍                | SSG-8            | $1700    |
| 步槍                | AUG              | $3300    |
| 步槍                | SG-553           | $3000    |
| 步槍                | AWP              | $4750    |
| 步槍                | Scar-20          | $5000    |
| 步槍                | G3SG1            | $5000    |
| 裝備                | 克維拉防彈背心   | $650     |
| 裝備                | 防彈背心+頭盔    | $1000    |
| 裝備                | Zeus X27         | $200     |
| 裝備                | 拆彈包           | $400     |
| 裝備                | 救援包           | $400     |
| 裝備                | 醫療針           | 免费     |
| 裝備                | 平板電腦         | $4500    |
| 裝備                | 降落傘           | $800     |
| 裝備                | 機器彈簧靴       | $850     |
| 設備                | 簡易爆炸裝置     | $300     |
| 設備                | 地雷             | $300     |
| 設備                | C4 炸藥          | $50      |
| 工具                | 斧頭             | $2000    |
| 工具                | 榔頭             | $2500    |
| 工具                | 扳手             | $4000    |
| 手榴彈              | 燃燒手榴彈       | $600     |
| 手榴彈              | 莫洛托夫汽油彈   | $400     |
| 手榴彈              | 誘餌手榴彈       | $50      |
| 手榴彈              | 閃光彈           | $200     |
| 手榴彈              | 高爆手榴彈       | $300     |
| 手榴彈              | 煙霧彈           | $300     |
| 手榴彈              | 戰術感知手榴彈   | $100     |
| 其他                | 雪球             | 免费     |
| 其他                | 拳頭             | 免费     |

## 電子競技比賽
《反恐精英：全球攻勢》的比賽有由第三方舉辦的正常比賽，或由Valve與第三方合辦的“Major”國際大賽。Major是目前這款遊戲的頂級國際賽事，擁有更大的獎池。獎金從一開始的$250,000逐漸提升，至2016年所舉辦的MLG Columbus 2016，總獎金金額經已達到$1,000,000（Major的冠军队伍可获得其中的一半，即$500,000）。而隨著遊戲以及其專業競技行業的發展，WME/IMG以及Turner等公司開始留意及投資《反恐精英：全球攻勢》的專業電子競技比賽，举办了赛事系列ELEAGUE，並在電視頻道上播映该賽事。在2017年，美國電視媒體TBS舉辦了第一個由主流媒體與Valve合辦的Major - ELEAGUE Major 2017。而到了2021年的PGL Major Stockholm 总奖金金额再次提升并达到$2,000,000（Major的冠军队伍可独得其中的一半，即$1,000,000）该赛事也创下了Major有史以来实时观看人数的新记录2,748,434人次。

## 專業評價
| 汇总媒体     | 得分                                   |
| ------------ | -------------------------------------- |
| GameRankings | 82.91% (PC) 79% (XBLA) 78.62% (PS3)    |
| Metacritic   | 83/100 (PC) 79/100 (XBLA) 80/100 (PSN) |

| 媒体             | 得分        |
| ---------------- | ----------- |
| Eurogamer        | 9/10 (PC)   |
| G4               | 4/5 (PC)    |
| GameSpy          | (PC)        |
| IGN              | 8/10 (PC)   |
| 官方Xbox杂志英国 | 8/10 (XBLA) |
| PC Gamer美国     | 84/100 (PC) |

《反恐精英：全球攻勢》獲得了專業評論人士的普遍好評。根據評論彙總網站Metacritic上收集的38份專業評價，其PC版本的綜合評分為83分（滿分100分）。
《PC Gamer》的艾凡·拉蒂（Evan Lahti）注意到這款遊戲中的大部分新官方地圖都只能用於軍備競賽或爆破遊戲模式；而經典的老地圖則只是對一些小細節做出了“智能調整”。《GameSpy》的麥克·沙基則指出這款遊戲中的創新很少，其中的Elo評級系統似乎沒有什麼效果，但各種技能水準的玩家仍然蜂擁而至。《Destructoid》給予了遊戲非常高的評價，評分高達95分（滿分100），認為它“的確像其承諾的那樣給出了一個忠實、精致而且更耐看的反恐精英……”
因官方無法制止第三方平台繞過Steam平台對隨機抽得的皮膚進行現金交易甚至是賭博，導致遊戲成為了規避博彩管制，让大众特別是未成年人士參與賭博的渠道之一。

## 备注
1. ↑  《反恐精英》系列中的另外两部游戏为反恐精英Online和反恐精英系列#反恐精英Neo
2. ↑  CSGO也会不定期推出称为“大行动”的特殊游戏模式。在大行动期间，玩家可以购买大行动通行证来畅玩大行动的所有内容，或者在大行动结束之后购买“大行动通行证”以作留念。